# Plumatella casmiana
Plumatella casmiana är en mossdjursart som beskrevs av Asajiro Oka 1907. Plumatella casmiana ingår i släktet Plumatella och familjen Plumatellidae.

## Underarter
Arten delas in i följande underarter:
- P. c. rossica
- P. c. fungosa
- P. c. kamtschadalica